# مستصفرة البازلاء
مستصفرة البازلاء (الاسم العلمي: Xanthomonas pisi) هي نوع من البكتيريا يتبع جنس المستصفرة من الفصيلة المستصفرية.